# Фехтування на літніх Олімпійських іграх 2004
Олімпійський турнір з фехтування 2004 року пройшов у рамках XXVIII Олімпійських ігор у Афінах, Греція, з 14 серпня по 22 серпня 2004 року. На турнірі розігрувалося десять комплектів нагород у шести індивідуальних першостях та чотирьох командних. Головною зміною у фехтувальній програмі було введення жіночого індивідуального турніру на шаблях. Він замінив командне жіноче змагання на рапірах.

## Медалі

### Загальний залік
| Місце | Країна    | Золото | Срібло | Бронза | Загалом |
| ----- | --------- | ------ | ------ | ------ | ------- |
| 1     | Італія    | 3      | 3      | 1      | 7       |
| 2     | Франція   | 3      | 1      | 2      | 6       |
| 3     | Угорщина  | 1      | 2      | 0      | 3       |
| 4     | Росія     | 1      | 0      | 3      | 4       |
| 5     | США       | 1      | 0      | 1      | 2       |
| 6     | Швейцарія | 1      | 0      | 0      | 1       |
| 7     | Китай     | 0      | 3      | 0      | 3       |
| 8     | Німеччина | 0      | 1      | 1      | 2       |
| 9     | Польща    | 0      | 0      | 1      | 1       |
| 9     | Україна   | 0      | 0      | 1      | 1       |

### Медалісти
Чоловіки
| Event                     | Золото                                                      | Срібло                                                             | Бронза                                                                            |
| ------------------------- | ----------------------------------------------------------- | ------------------------------------------------------------------ | --------------------------------------------------------------------------------- |
| Шпага, особиста першість  | Марсель Фішер · Швейцарія (SUI)                             | Ван Лей · Китай (CHN)                                              | Павло Колобков · Росія (RUS)                                                      |
| Шпага, командна першість  | Франція · Фабріс Жанне · Жером Жанне · Юг Обрі · Ерік Буасс | Угорщина · Габор Боцко · Крістіан Кульчар · Іван Ковач · Геза Імре | Німеччина · Свен Шмід · Йорг Фідлер · Даніель Стрігель                            |
| Рапіра, особиста першість | Бріс Гюяр · Франція (FRA)                                   | Сальваторе Санцо · Італія (ITA)                                    | Андреа Кассара · Італія (ITA)                                                     |
| Рапіра, командна першість | Італія · Андреа Кассара · Сальваторе Санцо · Сімоне Ванні   | Китай · Дун Чжаочжі · Ван Ханбін · У Хансюн · Е Чун                | Росія · Реналь Ганєєв · Юрій Молчан · Руслан Насібулін · В'ячеслав Поздняков      |
| Шабля, особиста першість  | Альдо Монтано · Італія (ITA)                                | Жолт Немчик · Угорщина (HUN)                                       | Владислав Третяк · Україна (UKR)                                                  |
| Шабля, командна першість  | Франція · Жульєн Пійє · Дем'єн Туя · Гаель Туя              | Італія · Альдо Монтано · Джанп'єро Пасторе · Луїджі Тарантіно      | Росія · Сергій Шариков · Олексій Дяченко · Станіслав Поздняков · Олексій Якименко |

Жінки
| Event                     | Золото                                                                       | Срібло                                                        | Бронза                                                                           |
| ------------------------- | ---------------------------------------------------------------------------- | ------------------------------------------------------------- | -------------------------------------------------------------------------------- |
| Шпага, особиста першість  | Тімеа Надь · Угорщина (HUN)                                                  | Лора Флессель-Коловік · Франція (FRA)                         | Морін Нісіма · Франція (FRA)                                                     |
| Шпага, командна першість  | Росія · Карина Азнавурян · Тетяна Логунова · Ганна Сівкова · Оксана Єрмакова | Німеччина · Клаудія Бокель · Імке Дупліцер · Брітта Гайдеманн | Франція · Сара Денінтьє · Лора Флессель-Коловік · Хайналка Кіралі · Морін Нісіма |
| Рапіра, особиста першість | Валентина Веццалі · Італія (ITA)                                             | Джованна Трілліні · Італія (ITA)                              | Сільвія Грухала · Польща (POL)                                                   |
| Шабля, особиста першість  | Маріель Загуніс · США (USA)                                                  | Тань Сюе · Китай (CHN)                                        | Сада Джейкобсон · США (USA)                                                      |